# Gerry Ryan

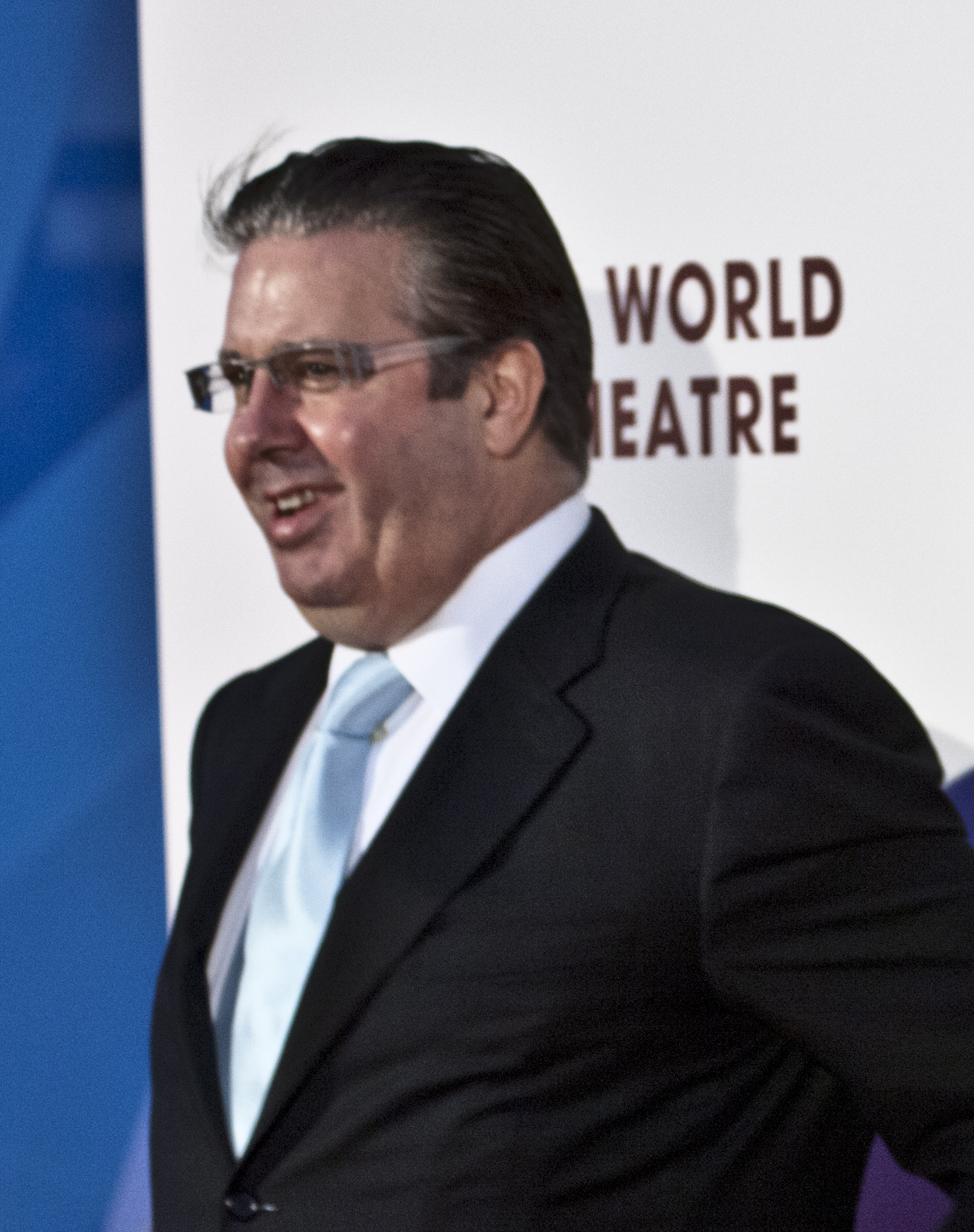
Gerry Ryan in Dublin (2010)

Gerard „Gerry“ Ryan (irisch: Gearóid Ó Riain; * 4. Juni 1956 in Dublin; † 30. April 2010 ebenda) war ein irischer Radio- und Fernsehmoderator.

## Leben
Ryans Vater Vinnie war Zahnarzt und seine Mutter Maureen arbeitete am Theater. Nach seiner obligatorischen Schulpflicht am St. Paul’s College in Raheny besuchte er das Trinity College in Dublin, wo er ein Studium in Rechtswissenschaft erfolgreich abschloss.
Ryan begann seine Radiokarriere 1979 bei RTÉ. Er machte sich einen Namen als DJ beim neu gegründeten Radio 2, welches heute unter dem Namen 2FM bekannt ist. Seine morgendliche Diskussionssendung The Gerry Ryan Show ging zum ersten Mal im März 1988 über den Äther. Dem internationalen Fernsehpublikum wurde er 1994 bekannt, als er in Dublin beim Eurovision Song Contest als Co-Moderator tätig war. Seine Fernsehshow Ryan Confidential, in der er vornehmlich in Irland bekannte Persönlichkeiten interviewt, wird 2008 bereits in der sechsten Staffel ausgestrahlt. Alle anderen Sendungen waren nicht so erfolgreich und konnten nie den Bekanntheitsgrad seiner Radioshow erreichen und wurden eingestellt. In die Kritik geraten ist Gerry in den letzten Jahren aufgrund seiner hohen Saläre. Erst im Juli 2007 wurde ihm von RTÉ ein neuer Fünfjahresvertrag über 600.000 € pro Jahr angeboten.
Ryan war Vater von fünf Kindern. 2008 erklärten er und seine Frau Morah die Trennung ihrer seit 26 Jahren bestehenden Ehe.
Am 30. April 2010 wurde Ryan tot in seiner Wohnung in Dublin aufgefunden.

## The Gerry Ryan Show
Sie gehörte mit fast 400.000 täglichen Zuhörern zu den meistgehörten Radiosendungen Irlands. Sie wurde jeweils von Montag bis Freitag morgens von 9:00 bis 12:00 Uhr ausgestrahlt. Der Ablauf der Sendung war immer gleich.
Am Anfang der Sendung informierte Ryan die Hörer über die aktuellen Topthemen der wichtigsten irischen Tageszeitungen. Danach hatten die Hörer die Möglichkeit, während der ersten zwei Stunden direkt in die Sendung anzurufen und sich über eines der Topthemen zu äußern oder auch zu etwas völlig anderem. Oftmals wurden auch SMS-Abstimmungen zu einem Thema durchgeführt. Ein fester Bestandteil seiner Sendung war die Comedyserie Nob Nation, welche das Alltagsgeschehen Irlands parodierte. Diese wurde von dem irischen Comedian Oliver Callan produziert. Dabei wurde auch das irische Regierungsoberhaupt, der Taoiseach, karikiert. Der Hörer hatte die Möglichkeit, sich Nob Nation auch per Podcast von der Webseite der Gerry Ryan Show herunterzuladen.
Im Laufe des Jahres fanden immer wieder Spezialevents im Rahmen der Show statt. Ein Event war 2008 z. B. die Operation Transformation, in der Gerry sechs Freiwillige dazu brachte, abzunehmen und sich etwas fitter zu machen. Die Hörer konnten die Erfolge der einzelnen Kandidaten mitverfolgen. Begleitet wurde die Aktion von Experten, die ihre Ratschläge den Hörern mitteilten.
Die letzte Stunde der Sendung moderierte Ryan ganz alleine. In dieser Stunde gab es u. a. Interviews, Buchbesprechungen, Weindegustationen.
Die letzte Gerry Ryan Show wurde am 4. Mai 2010 als Spezialsendung zu Ryans Tod ausgestrahlt. Moderiert wurde sie von Gerrys „Außenreporterin“ Evelyn O’Rourke.
Am 10. Juni 2010 benannte RTÉ mit Wirkung ab August 2010 Ryan Tubridy als Nachfolger von Gerry Ryan.